# Turze (Pyrzyce)
Turze (deutsch Horst) ist ein Dorf in der Woiwodschaft Westpommern in Polen. Es gehört zur Gmina Pyrzyce (Gemeinde Pyritz) im Powiat Pyrzycki (Pyritzer Kreis).

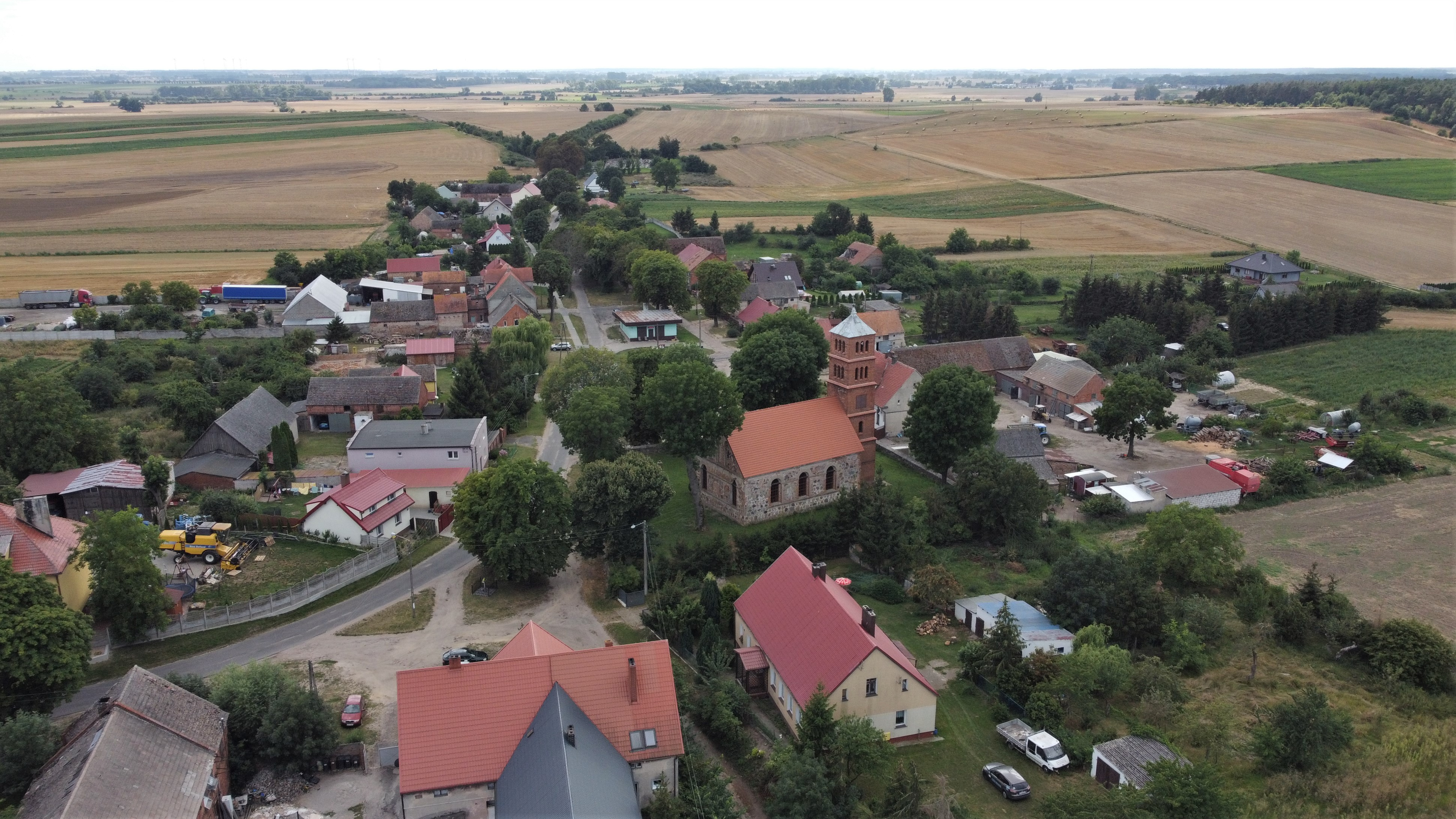
Luftaufnahme des Dorfes (2021)

## Geographische Lage
Das Dorf liegt im Weizacker in Hinterpommern, etwa 30 Kilometer südöstlich von Stettin und etwa 7 Kilometer nördlich der Kreisstadt Pyritz. Die nächsten Nachbardörfer sind Młyny (Möllendorf) im Westen und Ryszewo (Groß Rischow) im Südosten. 
Der Madüsee liegt gut 1 Kilometer nördlich des Dorfes. 

## Geschichte
Der Hof und das Dorf Horst wurden im Jahre 1316 von Herzog Otto I. von Pommern an das Kloster Kolbatz verkauft („curiam nostram Horst et villam eiusdem nominis dicte curie adiacentem“). Horst blieb im Klosterbesitz, bis das Kloster im Rahmen der Reformation säkularisiert wurde. 
In Ludwig Wilhelm Brüggemanns Ausführlicher Beschreibung des Herzogtums Vor- und Hinterpommern (1784) ist Horst „in einer bergigten Gegend, an einem großen Bruche, welches an die Madüe stößet“ aufgeführt. Damals gab es hier zehn Bauern, acht Kossäten, drei Büdner, eine Schmiede und einen Schulmeister, insgesamt 35 Haushaltungen („Feuerstellen“). Die Kirche war eine Filialkirche der Kirche in Groß Rischow. Das Dorf gehörte zum Amt Kolbatz; die Bauern mussten aber bei den Vorwerken des Amtes keine Naturaldienste leisten.
Bis 1945 bildete Horst eine Gemeinde im Kreis Pyritz der Provinz Pommern. Zur Gemeinde gehörte auch der Wohnplatz Ziegelei.
Nach dem Zweiten Weltkrieg kam Horst, wie alle Gebiete östlich der Oder-Neiße-Grenze, an Polen. Die Bevölkerung wurde vertrieben. Das Dorf erhielt den polnischen Ortsnamen „Turze“.

## Entwicklung der Einwohnerzahl
- 1867: 452 Einwohner[3]
- 1871: 419 Einwohner[3]
- 1925: 379 Einwohner[2]